# Печке
Печке (словен. Pečke) — поселення в общині Маколе, Подравський регіон‎, Словенія.